# Tropidonophis aenigmaticus
Espèce
Tropidonophis aenigmaticus est une espèce de serpents de la famille des Natricidae. 

## Répartition
Cette espèce est endémique de l'île Fergusson en Papouasie-Nouvelle-Guinée.

## Publication originale
- Malnate & Underwood, 1988 : Australasian natricine snakes of the genus Tropidonophis. Proceedings of the Academy of Natural Sciences of Philadelphia, vol. 140, no 1, p. 59-201